# Enrique Herrera
Enrique Armando Herrera Huacre (ur. 19 września 2003) – peruwiański zapaśnik walczący przeważnie w stylu wolnym. Zajął piąte miejsce na mistrzostwach panamerykańskich w 2022. Srebrny medalista igrzysk boliwaryjskich w 2022. Trzeci na igrzyskach Ameryki Południowej w 2022. 
Wicemistrz igrzysk panamerykańskich młodzieży w 2021. Trzeci na igrzyskach Ameryki Południowej młodzieży w 2017. Brązowy medalista mistrzostw panamerykańskich U-23 w 2024 i 2025, a także wicemistrz w grupie juniorów w 2022 i 2023 roku. Medalista zawodów kadetów.